# Mycena
Mycena es un género de pequeños hongos saprotrofos, de la familia Mycenaceae, que rara vez tienen más de unos pocos centímetros de ancho.

## Características
Se caracterizan por el blanco de sus esporas, su forma es de un pequeño cono que termina en forma de campana, su tallo es frágil y delgado. La mayoría son de color gris o marrón, pero algunas especies tienen colores más brillantes. La mayoría tienen un capuchón transparente y estriado. Algunas especies, como el Mycena haematopus, exudan un látex cuando se los rompe y desprenden olor a lejía.
Algunas especies son conocidas por ser comestibles, mientras que se sabe que contienen toxinas, pero la comestibilidad de la mayoría no se conoce, ya que son demasiado pequeños para ser útiles en la cocina. Mycena cyanorrhiza tiene manchas azules y contiene el alucinógeno psilocibina y el Mycena pura, contiene las micotoxina muscarina.
Treinta y tres especies se sabe que son bioluminiscentes, creando un resplandor conocido como fuego fatuo. 
Alexander Smith en el año 1947 realizó una monografía sobre Mycena, identificado 232 especies, ahora se sabe que este género son cerca de 500 especies en todo el mundo. 
Las especies del género Mycena y en la Hemimycena se conocen comúnmente como bonetes.

## Especies
- M. acicula
- M. adonis
- M. adscendens
- M. aetites
- M. alphitophora
- M. aurantiomarginata
- M. austrofilopes
- M. austrororida
- M. arcangeliana
- M. asterina (Bioluminiscentes)
- M. brunneospinosa
- M. californiensis
- M. capillaripes
- M. chlorophos
- M. cinerella
- M. citricolor
- M. citrinomarginata
- M. clariviolacea
- M. crocata
- M. cyanorrhiza
- M. discobasis (Bioluminiscentes)
- M. epipterygia''
- M. erubescens
- M. fera (Bioluminiscentes)
- M. flavoalba
- M. fonticola
- M. fuscoaurantiaca
- M. galericulata
- M. galopus
- M. griseoviridis
- M. haematopus
- M. inclinata
- M. interrupta
- M. intersecta
- M. kuurkacea
- M. leaiana
- M. lacrimans (Bioluminiscentes)
- M. lanuginosa
- M. leptocephala
- M. lucentipes (Bioluminiscentes)
- M. luteopallens
- M. luxaeterna (Bioluminiscentes)
- M. luxarboricola (Bioluminiscentes)
- M. luxaustralis (Bioluminiscentes)
- M. maculata
- M. metata
- M. multiplicata
- M. mustea
- M. nargan
- M. nidificata
- M. olida
- M. oregonensis
- M. overholtsii
- M. pelianthina
- M. polygramma
- M. pura
- M. pura complex
- M. purpureofusca
- M. renati
- M. rorida
- M. rosea
- M. rosella
- M. sanguinolenta
- M. semivestipes
- M. seynii
- M. singeri (Bioluminiscentes)
- M. spinosissima
- M. stipata
- M. stylobates
- M. subcaerulea
- M. tintinnabulum
- M. urania
- M. vinacea
- M. viscosa
- M. vitilis
- M. vulgaris
- M. zephirus